# Parachutes (альбом Frank Iero and the Patience)
Parachutes – другий студійний альбом Френка Аїро, реліз якого відбувся 28 жовтня 2016 через Vagrant Records. Попереднім сольним релізом Аїро був Stomachaches 2014 року.

## Про альбом
Аїро оголосив реліз альбому 7 вересня 2016 на своєму вебсайті, пояснюючи його концепт так:
|  | Парашути – рятувальні пристрої. Ми покладаємося на них, коли ми на межі життя і смерті. Чи ми падаємо, чи стрибаємо – вони є єдиними, хто допомагає нам залишитися живими. Так само й у реальному житті: ми всі стрімко падаємо вниз, але любов моєї сім'ї та можливість творити й писати музику завжди були для мене парашутом. Життя може бути випадковим та дивним, прекрасним та потворним водночас, і єдиною безсумнівною річчю є той факт, що усі ми зрештою вдаримося об землю. Деякі з нас несуться вниз з неймовірною швидкістю і все це закінчується через мить, а деякі з нас виявляються врятованими та можуть насолодитися краєвидом... Цей альбом – один з моїх парашутів. |

Обкладинка – фотографія маленького Аїро з його батьками. Енджела Дін була ілюстратором, що працювала над фотографією. Френк Аїро пояснив свій вибір так: "Саме серія її робіт із привидами перегукується із тим, що для мене значить цей альбом і його назва." В інтерв'ю для K-UTE Аїро детально обговорював обкладинку і також ствердив, що бачить музику в кольорах: "Я знав, що цей альбом – синій." Обкладинка була готова в кінці серпня 2016.

## Трекліст
Усі тексти та музика написані Френком Аїро.
| #     | Назва                                                            | Тривалість |
| ----- | ---------------------------------------------------------------- | ---------- |
| 1.    | «World Destroyer»                                                | 3:17       |
| 2.    | «Veins! Veins!! Veins!!!»                                        | 2:50       |
| 3.    | «I'm a Mess»                                                     | 2:56       |
| 4.    | «They Wanted Darkness...»                                        | 3:41       |
| 5.    | «I'll Let You Down»                                              | 4:26       |
| 6.    | «Remedy»                                                         | 3:13       |
| 7.    | «Dear Percocet, I Don't Think We Should See Each Other Anymore.» | 2:11       |
| 8.    | «Miss Me»                                                        | 3:08       |
| 9.    | «Oceans»                                                         | 4:25       |
| 10.   | «The Resurrectionist, or An Existential Crisis in C#»            | 4:26       |
| 11.   | «Viva Indifference»                                              | 4:54       |
| 12.   | «9-6-15»                                                         | 3:56       |
| 43:23 |                                                                  |            |

## Склад гурту
Frank Iero and the Patience
- Френк Аїро – вокал, гітара
- Еван Нестор – бек-вокал, гітара
- Метт Олсен – барабани
- Стів Еветтс – бас-гітара